# Гора (Николоторжское сельское поселение)
Гора — деревня в Кирилловском районе Вологодской области.
Входит в состав Николоторжского сельского поселения, с точки зрения административно-территориального деления — в Николо-Торжский сельсовет.
Расстояние по автодороге до районного центра Кириллова — 38 км, до центра муниципального образования Никольского Торжка — 13 км.
По переписи 2002 года население — 16 человек.